# Malinao (Aklan)
Malinao is een gemeente in de Filipijnse provincie Aklan in het noordwesten van het eiland Panay. Bij de laatste census in 2007 had de gemeente bijna 24 duizend inwoners.

## Geografie

### Bestuurlijke indeling
Malinao is onderverdeeld in de volgende 23 barangays:
| - Banaybanay - Biga-a - Bulabud - Cabayugan - Capataga - Cogon - Dangcalan - Kinalangay Nuevo - Kinalangay Viejo - Lilo-an - Malandayon - Manhanip | - Navitas - Osman - Poblacion - Rosario - San Dimas - San Ramon - San Roque - Sipac - Sugnod - Tambuan - Tigpalas |

## Demografie
Malinao had bij de census van 2007 een inwoneraantal van 23.921 mensen. Dit zijn 222 mensen (0,9%) meer dan bij de vorige census van 2000. De gemiddelde jaarlijkse groei komt daarmee uit op 0,13%, hetgeen lager is dan het landelijk jaarlijks gemiddelde over deze periode (2,04%).